# John Berger (narciarz)
John Filip Berger (ur. 31 lipca 1909 w Sävast, zm. 12 stycznia 2002 w Sundbyberg) – szwedzki biegacz narciarski, brązowy medalista olimpijski.

## Kariera
Igrzyska w Garmisch-Partenkirchen w 1936 roku był pierwszymi i zarazem ostatnimi igrzyskami w jego karierze. Wspólnie z Erikiem Augustem Larssonem, Arthurem Häggbladem i Martinem Matsbo wywalczył brązowy medal w sztafecie 4 × 10 km. Był to jego jedyny start na tych igrzyskach.

## Osiągnięcia

### Igrzyska olimpijskie
| Miejsce | Dzień     | Rok  | Miejscowość            | Konkurencja        | Wynik     | Strata    | Zwycięzca |
| ------- | --------- | ---- | ---------------------- | ------------------ | --------- | --------- | --------- |
| 3.      | 10 lutego | 1936 | Garmisch-Partenkirchen | Sztafeta 4 × 10 km | 2:41:33 h | +1:30 min | Finlandia |